# Communauté d’agglomération Roissy Porte de France
Die Communauté d’agglomération Roissy Porte de France ist ein ehemaliger französischer Gemeindeverband mit der Rechtsform einer Communauté d’agglomération im Département Val-d’Oise in der Region Île-de-France wenige Kilometer nördlich von Paris. Sie wurde am 27. Dezember 2012 gegründet und umfasste 19 Gemeinden. Der Verwaltungssitz befand sich im Ort Roissy-en-France.

## Historische Entwicklung
Der Gemeindeverband wurde bereits 1994 als Communauté de communes Roissy Porte de France gegründet und am 27. Dezember 2012 in den Rang einer Communauté d’agglomération erhoben und damit neu gegründet.
Mit Wirkung vom 1. Januar 2016 fusionierte der Gemeindeverband mit der Communauté d’agglomération Val de France und bildete damit die neue Communauté d’agglomération Roissy Pays de France.

## Ehemalige Mitgliedsgemeinden
1. Bouqueval
2. Chennevières-lès-Louvres
3. Écouen
4. Épiais-lès-Louvres
5. Fontenay-en-Parisis
6. Fosses
7. Goussainville
8. Louvres
9. Marly-la-Ville
10. Le Mesnil-Aubry
11. Le Plessis-Gassot
12. Puiseux-en-France
13. Roissy-en-France
14. Saint-Witz
15. Survilliers
16. Le Thillay
17. Vaudherland
18. Vémars
19. Villeron